# Xanthopsar
Xanthopsar is een geslacht van zangvogels uit de familie troepialen (Icteridae).

## Soorten
Het geslacht kent de volgende soort:
- Xanthopsar flavus – Saffraantroepiaal